# زوئی آکینس
زوئی آکینس (انگلیسی: Zoë Akins؛ ۳۰ اکتبر ۱۸۸۶ – ۲۹ اکتبر ۱۹۵۸) یک فیلم‌نامه‌نویس، و شاعر اهل ایالات متحده آمریکا بود.